# IC 4944
IC 4944 је лентикуларна галаксија у сазвјежђу Телескоп која се налази на листи објеката дубоког неба у Индекс каталогу.
Деклинација објекта је - 54° 26' 48" а ректасцензија 20h 7m 9,1s. Привидна величина (магнитуда) објекта IC 4944 износи 13,7 а фотографска магнитуда 14,6. IC 4944 је још познат и под ознакама ESO 185-67, AM 2006-524, IRAS 20032-5435, PGC 64129.